# Selaginella bracei
Selaginella bracei är en mosslummerväxtart som beskrevs av Otto Christian Schmidt. Selaginella bracei ingår i släktet mosslumrar, och familjen mosslummerväxter. Inga underarter finns listade i Catalogue of Life.